# Groot-Bulgaarse Rijk

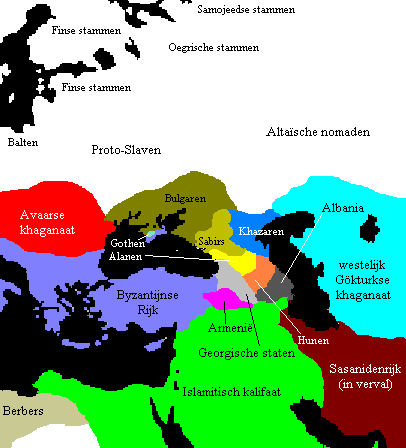
Groot-Bulgaarse Rijk en aangrenzende gebieden, ca. 650 n.Chr.

Het Groot-Bulgaarse Rijk (Grieks (in Byzantijnse bronnen): Η παλαιά μεγάλη Βουλγαρία, I palaiá megáli Voulgaría, oud groot Bulgarije, alternatieve naam: Onogoeria) was een rijk dat bestond van de zesde tot de tiende eeuw in Zuid-Rusland, ten noorden van de Kaukasus in de steppe tussen de Dnjestr en de Beneden-Wolga.
Het rijk werd gesticht door Koebrat en werd bewoond door de Bulgaren, een Turks volk, waaraan het rijk zijn naam dankt. Tussen de zevende en de dertiende eeuw maakten de in Rusland aan de Wolga wonende Wolga-Bulgaren deel uit van het rijk.

## Stichting van een Bulgaars rijk
Koebrat was van de koninklijke Dulo-clan en de rechtmatige erfgenaam van de Bulgaarse troon. Hij bracht zijn adolescentie door in het Byzantijnse Rijk, waar hij zijn opvoeding kreeg en werd gedoopt, terwijl zijn oom langs moederskant Organa als regent over zijn stam was aangesteld.
Rond 628 keerde Koebrat terug naar zijn vaderland en nam het leiderschap over zijn volk over, zeer waarschijnlijk met de goedkeuring van de Avaarse khagan. Hij slaagde er al snel in om het Avaarse juk af te werpen (632) en te profiteren van dynastische oorlogen in het Westelijk Rijk der Göktürken na de dood van Tong Yabghu (630) om zich af te scheiden.
Doordat hij zijn jeugd in Constantinopel had doorgebracht, nam hij de Byzantijnse normen en waarden over. Hij werd zelfs een vriend van de Byzantijnse keizers en had zich, zoals gezegd, reeds in 619 bekeerd tot het christendom.
Tussen 630 en 635 slaagde Koebrat erin de twee voornaamste Bulgaarse stammen, de Kutriguren en Onoguren, te verenigen onder één enkele heerser. Hij creëerde hiermee een machtig verbond dat door de middeleeuwse auteurs Oud Groot Bulgarije werd genoemd en ook bekendstaat als Onoghuria. Sommige geleerden menen dat ook de verslagen Avaren tot zijn onderdanen behoorden en het rijk zich in het westen uitstrekte tot aan de Pannonische vlakte. Men vermoedt dat de hoofdstad van dit rijk de oude stad Phanagoria op het schiereiland Taman was.
Het graf van Koebrat werd in 1912 in Peresjtsjepina in Oekraïne ontdekt.

## Desintegratie en opvolgersstaten na de dood van Koebrat

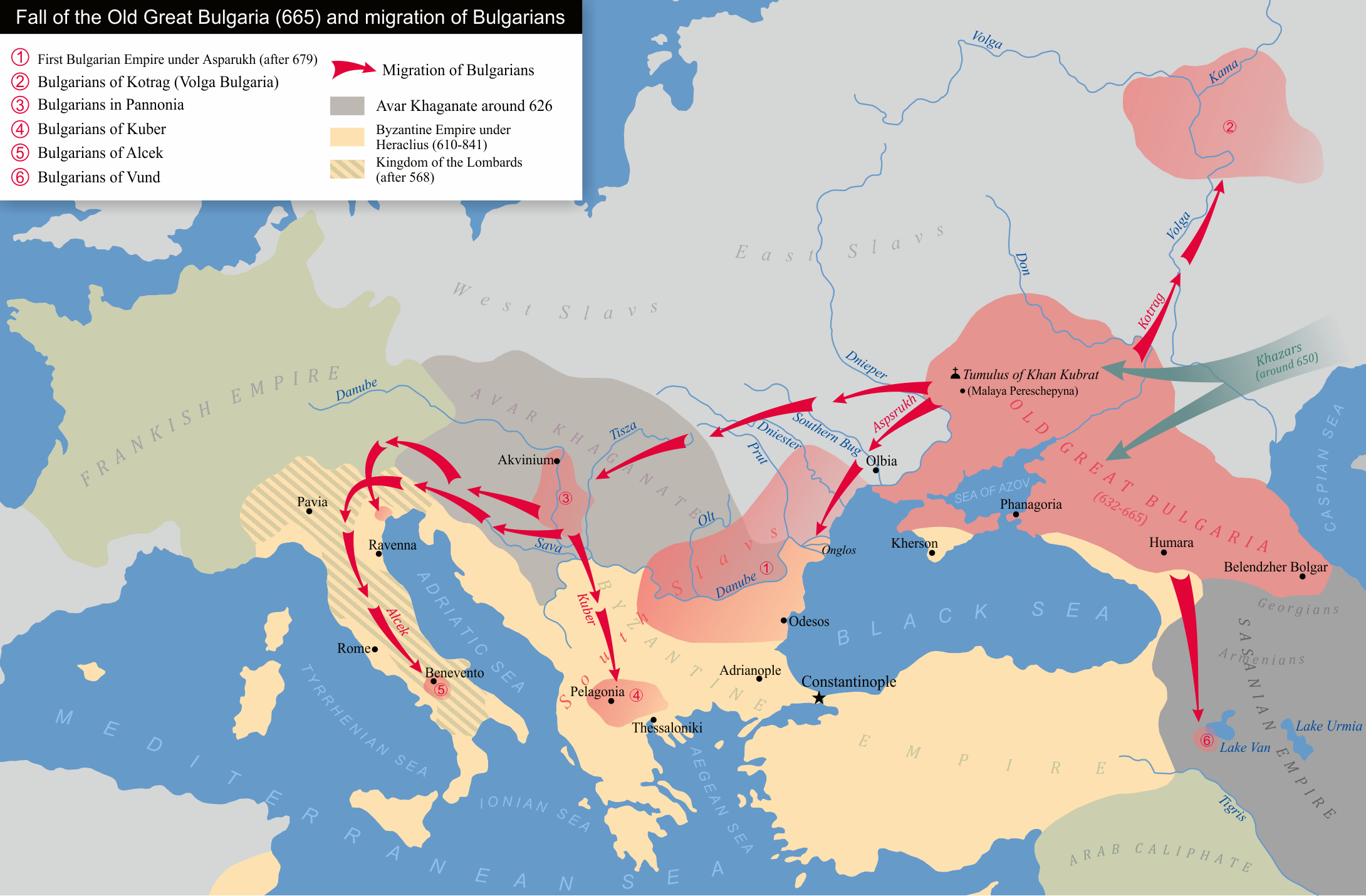
Migraties van de Bulgaren na het uiteenvallen van het Groot-Bulgaarse Rijk

Na de dood van Koebrat viel het rijk uit elkaar. Een deel, de Zwarte Bulgaren, bleef in het gebied van de Beneden-Wolga, maar ze onderwierpen zich aan de Chazaren.
Een ander deel, de Wolgabulgaren, verplaatste zich naar het gebied tussen de Kama en de Wolga. Ze bekeerden zich onder khan Almish in 922 tot de islam en groeiden uit tot een handelsmacht tussen het Kievse Rijk en de islamitische staten. Ze voerden in de twaalfde eeuw oorlog met het vorstendom Vladimir-Soezdal, maar ze werden door de legers van het kanaat van de Gouden Horde onder de voet gelopen. Onder de Gouden Horde, door de Russen collectief "Tataren" genoemd, ontstond uit Wolga-Bulgarije het Kanaat Kazan. In 1552 werd dit door het grootvorstendom Moskou veroverd, en uiteindelijk ontstond hieruit het huidige Tatarstan.
Weer een ander deel verplaatste zich naar de Donaudelta , waar ze in aanraking kwamen met het leger en de vloot van het Byzantijnse Rijk. Ze wonnen de oorlog onder leiding van Asparoech van de troepen van het Byzantijnse Rijk en stichtten het Eerste Bulgaarse Rijk. De macht van de Donaubulgaren was op hun hoogtepunt tot kan Kroem in 811 bijna Nikephoros I wist te vergiftigen. Uiteindelijk namen zij in de negende eeuw het oosters christendom aan en gingen op in de Slavische bevolking.